# Berézina (Unetxa)
Berézina (en rus: Березина) és un poble a l'óblast de Briansk, a Rússia, que el 2013 tenia 476 habitants, pertany al districte d'Unetxa.